# Alexandru Vulpe
Alexandru Vulpe (n. 16 iunie 1931 — d. 9 februarie 2016) a fost un istoric și arheolog român, membru al Academiei Române și director al Institutului de Arheologie „Vasile Pârvan”.

## Biografie
Vulpe s-a născut în București și a absolvit Facultatea de Istorie din cadrul Universității din București în 1954, unde a studiat istoria antică și filologia clasică.
În 1965 a devenit cercetător științific al Institutului de Arheologie „Vasile Pârvan”, iar în 1968 a obținut titlul de doctor în istorie cu lucrarea Necropola hallstattiană de la Ferigile: Monografie arheologică, conducător științific fiind Ion Nestor. Începând cu anul 1976, Vulpe a fost membru corespondent al Institutului Arheologic German și membru al Consiliului Permanent al Uniunii Internaționale de Științe Preistorice și Protoistorice (IUPPS). Din 1990 a fost șeful secției de arheologie preistorică al Institutului „Vasile Pârvan” și profesor asociat al Facultății de Istorie din cadrul Universității din București. Un an mai târziu a devenit membru al Comitetului Executiv al IUPPS, iar în 1999 director al Institutului „Vasile Pârvan”.
În anul 2000 a fost decorat cu Ordinul național „Steaua României” în grad de comandor, iar în 2009 a devenit membru titular al Academiei Române și președinte al Secției de Științe Istorice și Arheologie din cadrul acesteia.